# Капска сова
Капска сова (Asio capensis) е вид птица от семейство Совови (Strigidae).

## Разпространение и местообитание
Разпространен е в Ангола, Бенин, Ботсвана, Буркина Фасо, Бурунди, Габон, Гамбия, Етиопия, Замбия, Зимбабве, Камерун, Кения, Демократична република Конго, Република Конго, Лесото, Мадагаскар, Малави, Мали, Мароко, Мозамбик, Намибия, Нигерия, Руанда, Свазиленд, Судан, Танзания, Уганда, Чад, Южен Судан и Южна Африка.